# Jeannot Ahoussou-Kouadio
Jeannot Ahoussou-Kouadio (Raviart, 6 de março de 1951) é um político da Costa do Marfim.
Ele serviu como primeiro-ministro entre março e novembro de 2012.